# Under Siege
Under Siege is een Amerikaanse thriller-actiefilm uit 1992 onder regie van Andrew Davis. Het in de Tweede Wereldoorlog gebouwde Amerikaanse slagschip Missouri werd in 1992 uit de vaart genomen. Reden voor regisseur Andrew Davis om het schip een laatste eerbetoon te geven. Al werd veel van de footage van een varende Missouri gebruikt, de binnenopnamen van de Film werden opgenomen in het slagschip USS Alabama in Mobile Bay. De productie werd genomineerd voor zowel een Academy Award voor beste geluid als voor die voor beste geluidseffecten. Er verscheen in 1995 een vervolg getiteld Under Siege 2: Dark Territory.

## Verhaal
Scheepskok Casey Ryback (Steven Seagal) is een voormalige Navy SEAL. Wanneer terroristen onder leiding van Strannix (Tommy Lee Jones) het Amerikaanse slagschip USS Missouri kapen, komt Ryback in actie, elimineert eigenhandig een voor een de kapers en verijdelt een nucleaire ramp.

## Rolverdeling
| Acteur          | Personage        |
| --------------- | ---------------- |
| Steven Seagal   | Casey Ryback     |
| Tommy Lee Jones | William Strannix |
| Gary Busey      | Commandant Krill |
| Erika Eleniak   | Jordan Tate      |
| Colm Meaney     | Daumer           |
| Patrick O'Neal  | Kapitein Adams   |
| Andy Romano     | Admiraal Bates   |
| Nick Mancuso    | Tom Breaker      |